# Аньєс Варда
Аньє́с Варда́, ім'я при народженні Арле́т Варда́ (фр. Agnès Varda, Arlette Varda, 30 травня 1928, Іксель, Брюссель, Бельгія — 29 березня 2019, Париж, Франція) — французька кінорежисерка, сценаристка і продюсерка художнього і документального кіно, а також відома фотографка, тісно пов'язана з французькою «новою хвилею» та феміністичним рухом. У 2015 році Аньєс Варда отримала Почесну «Золоту пальмову гілку» 68-го Каннського кінофестивалю, ставши першою жінкою, удостоєною цієї нагороди.

## Біографія
Аньєс Варда народилася 30 травня 1928 року в Брюсселі. Її мати була француженкою, а батько походив з грецької сім'ї біженців з Близького Сходу. Дитинство і юність провела в Бельгії і на півдні Франції, потім у Парижі. Вивчала історію у «Школі Лувру» (фр. École du Louvre), слухала лекції з літератури і психології в Сорбонні, а також на курсах фотографів у «Національній вищі школі витончених мистецтв». Досить швидко створивши собі репутацію першокласної фотографки, Варда стала офіційною фотографкою Театрального фестивалю в Авіньйоні і Національного народного театру, а потім продовжила кар'єру як фотожурналістка.
Працювала фотографкою для модних журналів і реклами на Кубі, в Китаї і Іспанії. Її перша персональна виставка відбулася у 1954 році. В тому ж році вона зняла, без жодної професійної і технічної підготовки, свій перший художній фільм «Коротка піщана коса» з Філіпом Нуаре в головній ролі. Цей фільм у стилістичному плані став попередником Французької нової хвилі.
Аньєс Варда померла в ніч на 29 березня 2019 року в Парижі. Причиною смерті режисерки став рак молочної залози.

## Кінокар'єра
Другий повнометражний художній фільм Аньєс Варда, «Клео від 5 до 7», вийшов тільки через сім років. Він розповідав про дві години з життя молодої паризькою поп-співачки, що очікує результатів медичних аналізів з приводу можливого ракового захворювання. Дія картини розгортається немов в реальному часі і розділена на серію глав з вказівкою точного часу того, що відбувається. Упродовж стрічки героїня зустрічається з різними людьми, через спілкування з якими вона поступово виходить зі свого лялькового образу і набуває живих людських рис. Фільм зачіпає ряд екзистенціальних тим, таких як питання смертності і смерті, самотності і відчаю, його відрізняє яскраво виражений феміністичний підхід.
У своєму першому кольоровому фільмі «Щастя» Варда малює портрет щасливої сім'ї, в якій чоловікові до певного часу вдається успішно поєднувати любов до дружини та дітей з любов'ю до іншої жінки. Коли ж дружина дізнається від нього про суперницю і кінчає життя самогубством, він без видимих проблем приводить на її місце коханку. Картина безмежного щастя, виконана в імпресіоністських тонах, що милує око, під гармонійну музику Моцарта, проте залишає неспокійне відчуття. За словами Варда, «це красивий плід з жорстоким смаком».
Фільм «Одна співає, інша ні» розповідає історію життя двох молодих жінок, яких звела доля у 1962 році, а через 14 років вони зустрілися знову, згадуючи прожиті роки. Не дивлячись на те, що одна з них походить зі щасливої міської сім'ї і стала співачкою, а інша має важке сільське минуле і двох незаконнонароджених дітей, це не заважає їх взаєморозумінню і дружбі. Особливу увагу фільм приділяє темам жіночої дружби, суспільного положення жінки і легалізації абортів.

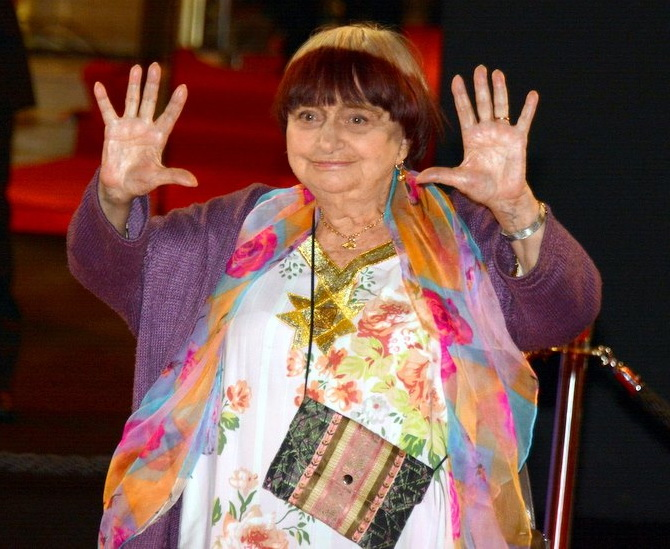
Аньєс Варда на церемонії Сезар, 2014 рік

У 1984 році Варда випустила фільм «Без даху, поза законом» про молодої бродяги, на ім'я Мона. Неназвана людина за кадром розмовляє з людьми, які зустрічали Мону в останні тижні її життя. Фільм розділений на 47 епізодів, в кожному з яких хто-небудь розповідає про свої враження від спілкування з Моною. Фільм говорить про прагнення героїні до свободи і спроби вирватися з оков сучасного суспільства, але також і тому, що не будь-яка така спроба є вдалою. У 1985 році за цей фільм Варда була удостоєна головного призу Венеційського фестивалю — Золотого лева, а також престижного призу ФІПРЕССІ. У 1986 році за гру в цьому фільмі Сандрін Боннер отримала французьку премію «Сезар» як найкраща акторка.
У 1991 році помер чоловік Варда, відомий кінорежисер Жак Демі, з яким вони прожили разом з 1962 року. Незабаром після його смерті Варда створила фільм «Жако з Нанта», що розповідає про його життя і смерть. Починаючись з художньої реконструкції ранніх років життя Демі в окупованій німцями Франції, фільм розповідає про його захопленість різними аспектами кіно, включаючи підбір акторів, розробку художнього рішення і декорацій, анімацію і постановку світла. Художні епізоди стрічки переплітаються з хронікальними кадрами Нанта воєнного часу, фрагментами з фільмів Демі, а також і документальними кадрами помираючого режисера. Фільм продовжує близьку Варда тему ставлення до смерті, але у своїй основі вважається як данина пам'яті Варда своєму померлому чоловікові і його роботі.
У 1998 році Аньє Варда поставила автобіографічну документальну стрічку «Узбережжя Аньєс», я якому розповідає про себе, починаючи із раннього дитинства, яке минуло у Бельгії. Режисерка використовує відеоінтерв'ю та хроніку, старі фотографії та інсталяції, інсценування сцен із власного життя та фільмів, а також анімацію.
Останнім фільмом Аньєс Варда стала документальна стрічка «Варда очима Аньєс», де вона розповідала про свою кар'єру, знакові кінороботи і життя. Фільм був представлений у позаконкурсній програмі на 69-му Берлінському міжнародному кінофестивалі.

## Фільмографія

### Повнометражні художні фільми
| Рік  | Назва                         | Оригінальна назва                     | Примітки                                    |
| ---- | ----------------------------- | ------------------------------------- | ------------------------------------------- |
| 1955 | Коротка піщана коса           | La Pointe-Courte                      |                                             |
| 1962 | Клео від 5 до 7               | Cléo de 5 à 7                         | Участь у конкурсній програмі Каннського МКФ |
| 1965 | Щастя                         | Le bonheur                            | Срібний ведмідь Берлінського МКФ            |
| 1966 | Істоти                        | Les creatures                         |                                             |
| 1969 | Левова любов                  | Lions Love                            |                                             |
| 1970 | Навсікая                      | Nausicaa                              | Телефільм                                   |
| 1977 | Одна співає, інша ні          | L'une chante, l'autre pas             |                                             |
| 1981 | Документатор                  | Documenteur                           |                                             |
| 1985 | Без даху, поза законом        | Sans toit ni loi                      | Золотий лев Венеційського МКФ               |
| 1988 | Майстер кунг-фу               | Kung-fu master!                       |                                             |
| 1988 | Джейн Б. очима Аньєс В.       | Jane B. par Agnès V.                  |                                             |
| 1991 | Жако із Нанта                 | Jacquot de Nantes                     |                                             |
| 1995 | Сто та одна ніч Симона Сінема | Les cent et une nuits de Simon Cinéma |                                             |

### Короткометражні художні фільми
| Рік  | Назва                                                          | Оригінальна назва                                                   |
| ---- | -------------------------------------------------------------- | ------------------------------------------------------------------- |
| 1958 | Опера-муфф                                                     | L'opéra-mouffe                                                      |
| 1961 | Наречені з мосту МакДоналд, або (Не довіряйте чорним окулярам) | Les fiancés du pont Mac Donald ou (Méfiez-vous des lunettes noires) |
| 1967 | Дядько Янко                                                    | Oncle Yanco                                                         |
| 1976 | Задоволення любові в Ірані                                     | Plaisir d'amour en Iran                                             |
| 1982 | Улісс                                                          | Ulysse                                                              |
| 1984 | 7 к., кух., ван… продається                                    | 7p., cuis., s. de b., … à saisir                                    |
| 1986 | Знаєш, у тебе класні сходи                                     | T'as de beaux escaliers, tu sais                                    |
| 2003 | Зникаючий лев                                                  | Le lion volatil                                                     |
| 2004 | Трейлер Вієннале ‘04                                           | Der Viennale '04-Trailer                                            |

### Документальні фільми
- 1958 — З боку берега / Du côté de la côt (короткометражний)
- 1958 — До Лазурового берега / La cocotte d'azur (короткометражний)
- 1958 — O saisons, ô châteaux (короткометражний)
- 1963 — Салют, кубинці! / Salut les Cubains (короткометражний)
- 1965 — Ельза-Роза / Elsa la ros (короткометражний)
- 1967 — Далеко від В'єтнаму / Loin du Vietnam
- 1968 — Чорні пантери / Black Panthers (короткометражний)
- 1975 — Відповідь жінок / Réponse de femmes: Notre corps, notre sexe (короткометражний)
- 1976 — Дегеротипи / Daguerréotypes
- 1981 — Стіни, стіни / Mur murs
- 1983 — Une minute pour une image (телесеріал)
- 1984 — Так звані каріатиди / Les dites cariatides (короткометражний)
- 1993 — Дівчата через 25 років / Les demoiselles ont eu 25 ans
- 1995 — Всесвіт Жака Демі / L'univers de Jacques Demy
- 2000 — Збирачі і збирачка / Les glaneurs et la glaneuse
- 2002 — Збирачі і збирачка, через два роки / Les glaneurs et la glaneuse… deux ans après
- 2004 — Юдесса, ведмеді і так далі / Ydessa, les ours et etc. (короткометражний)
- 2004 — Cinévardaphoto
- 2005 — Les dites cariatides bis (короткометражний)
- 2006 — Вдови з Нуармутьє / Quelques veuves de Noirmoutier
- 2007 — Vive les courts metrages: Agnès Varda présente les siens en DVD (короткометражний)
- 2008 — Узбережжя Аньєс / Les plages d'Agnès
- 2010 — P.O.V. (телесеріал)
- 2010 — Береги Аньєс / The Beaches of Agnes
- 2011 — Agnès de ci de là Varda (телесеріал)
- 2017 — Обличчя, села / Visages, Villages
- 2019 — Варда очима Аньєс / Varda by Agnès

## Визнання
| Рік                                   | Категорія                                         | Фільм                                             | Результат |
| ------------------------------------- | ------------------------------------------------- | ------------------------------------------------- | --------- |
| Берлінський міжнародний кінофестиваль |                                                   |                                                   |           |
| 1965                                  | Золотий ведмідь                                   | Щастя                                             | Номінація |
| 1965                                  | Срібний ведмідь                                   | Щастя                                             | Перемога  |
| 1965                                  | Приз «Інтерфільм»                                 | Щастя                                             | Перемога  |
| 1988                                  | Золотий ведмідь                                   | Майстер кунг-фу                                   | Номінація |
| 1995                                  | Золотий ведмідь                                   | Сто та одна ніч Симона Сінема                     | Номінація |
| Венеційський кінофестиваль            |                                                   |                                                   |           |
| 1966                                  | Золотий лев                                       | Створіння                                         | Номінація |
| 1985                                  | Золотий лев                                       | Без даху, поза законом                            | Перемога  |
| 1985                                  | Приз ФІПРЕССІ                                     | Без даху, поза законом                            | Перемога  |
| 1985                                  | Приз OCIC                                         | Без даху, поза законом                            | Перемога  |
| Європейська кіноакадемія              |                                                   |                                                   |           |
| 2000                                  | Найкращий документальний фільм                    | Збирачі і збирачка                                | Перемога  |
| 2009                                  | Найкращий документальний фільм                    | Узбережжя Аньєс                                   | Номінація |
| 2014                                  | Приз за життєвий внесок                           | Приз за життєвий внесок                           | Перемога  |
| Золота зірка кіно                     |                                                   |                                                   |           |
| 2009                                  | Найкращий документальний фільм                    | Узбережжя Аньєс                                   | Перемога  |
| Каннський міжнародний кінофестиваль   |                                                   |                                                   |           |
| 1962                                  | Золота пальмова гілка                             | Клео від 5 до 7                                   | Номінація |
| 2010                                  | Приз Golden Coach                                 | Приз Golden Coach                                 | Перемога  |
| 2015                                  | Почесна Золота пальмова гілка                     | Почесна Золота пальмова гілка                     | Перемога  |
| 2017                                  | Золоте око                                        | Пейзажі, села                                     | Перемога  |
| Премія «Сезар»                        |                                                   |                                                   |           |
| 1977                                  | Найкращий короткометражний фільм                  | Відповідь жінок                                   | Номінація |
| 1984                                  | Найкращий короткометражний фільм                  | Улісс                                             | Перемога  |
| 1986                                  | Найкращий фільм                                   | Без даху, поза законом                            | Номінація |
| 1986                                  | Найкращий режисер                                 | Без даху, поза законом                            | Номінація |
| 2001                                  | Почесний «Сезар»                                  | Почесний «Сезар»                                  | Перемога  |
| 2009                                  | Найкращий документальний фільм                    | Узбережжя Аньєс                                   | Перемога  |
| Приз Луї Деллюка                      |                                                   |                                                   |           |
| 1964                                  | Найкращий фільм                                   | Щастя                                             | Перемога  |
| Синдикат французьких кінокритиків     |                                                   |                                                   |           |
| 1963                                  | Найкращий французький фільм                       | Клео від 5 до 7                                   | Перемога  |
| 1986                                  | Найкращий французький фільм                       | Без даху, поза законом                            | Перемога  |
| 2001                                  | Найкращий французький фільм                       | Збирачі і збирачка                                | Перемога  |
| 2009                                  | Найкращий французький фільм                       | Узбережжя Аньєс                                   | Перемога  |
| Премія «Люм'єр»                       |                                                   |                                                   |           |
| 2018                                  | Найкращий документальний фільм                    | Обличчя, села (спільно з JR)                      | Перемога  |
| Премія «Оскар»                        |                                                   |                                                   |           |
| 2018                                  | Премія «Оскар» за видатні заслуги у кінематографі | Премія «Оскар» за видатні заслуги у кінематографі | Перемога  |